# Simpsonichthys hellneri
Simpsonichthys hellneri är en fiskart som först beskrevs av Berkenkamp, 1993.  Simpsonichthys hellneri ingår i släktet Simpsonichthys och familjen Rivulidae. Inga underarter finns listade i Catalogue of Life.